# クリス・ライトル
クリス・ライトル（Chris Lytle、1974年8月18日 - ）は、アメリカ合衆国の男性総合格闘家、プロボクサー。インディアナ州インディアナポリス出身。インテグレイテッド・ファイティング・アカデミー所属。元Cage Rage世界ウェルター級王者。元HOOKnSHOOT世界ウェルター級王者。
パンクラス道場に留学していた経験がある。格闘家として活躍する一方で、インディアナポリスの消防士としても有名。長いキャリアにもかかわらず、KOや一本による敗北がない（カットによるTKO負けを除く）。

## 来歴
サウスポート高校時代はレスリング部に所属。卒業後はインディアナ大学に進学。19歳の時に街で、タン・スー・ドー（韓国式カンフー）の道場を見つけ興味を持ち習い始め、さらにその道場の選手にインテグレイテッド・ファイティング・アカデミーのジェイソン・ゴドシーを紹介され、総合格闘技の練習を始めた。
1999年4月18日、初参戦となったパンクラスで渋谷修身とパンクラチオンマッチで対戦し、時間切れドロー。
2000年11月17日、UFC初参戦となったUFC 28でベン・イヤーウッドと対戦し、0-3の判定負けを喫した。
2002年6月25日、プロボクシングデビュー。
2002年12月21日、パンクラス・ミドル級（-82kg）王座次期挑戦者決定戦で竹内出と対戦し、0-2の判定負けを喫し挑戦権獲得に失敗した。
2003年3月8日、HOOKnSHOOT世界ウェルター級王座決定戦でアーロン・ライリーと対戦し、パンチでKO勝ちを収め王座獲得に成功した。
2003年11月21日、3年ぶりのUFC参戦となったUFC 45でロビー・ローラーと対戦し、0-3の判定負けを喫した。
2006年2月4日、Cage Rage 15の世界ウェルター級王座決定戦でロス・メイソンと対戦し、チョークスリーパーで一本勝ちを収め王座獲得に成功した。

### TUF
2006年8月、リアリティ番組「The Ultimate Fighter」のシーズン4にチーム・モージョのウェルター級選手として参加。トーナメントではピート・スプラット、ディン・トーマスを破り決勝に進出するも、ウェルター級タイトル挑戦権を賭けた決勝でマット・セラにスプリットの判定で敗れ、シーズン準優勝となった。

### UFC復帰
2007年7月7日、UFC 73でジェイソン・ギリアムに腕ひしぎ三角固めで一本勝ちを収めサブミッション・オブ・ザ・ナイトを受賞した。
2007年7月、約1年余りに渡って保持していたCage Rage世界ウェルター級王座を返上。ライトルはその理由を、自らの友人のウェルター級選手達にタイトル取得の機会を与えるためとしている。
2007年11月17日、UFC 78でチアゴ・アウベスと対戦し、2R終了時に左瞼カットによるドクターストップでTKO負けとなったもののファイト・オブ・ザ・ナイトを受賞した。
2008年2月2日、UFC 81でカイル・ブラッドリーと対戦し、開始33秒パウンドでTKO勝ちを収めノックアウト・オブ・ザ・ナイトを受賞した。10月18日、UFC 89でポール・テイラーと対戦し、判定勝ちを収めファイト・オブ・ザ・ナイトを受賞した。
2009年1月17日、UFC 93でマーカス・デイヴィスと対戦し、判定負けとなったもののファイト・オブ・ザ・ナイトを受賞した。6月20日、The Ultimate Fighter: United States vs. United Kingdom Finaleでケヴィン・バーンズと対戦し、判定勝ちを収めファイト・オブ・ザ・ナイトを受賞した。
2010年2月20日、UFC 110でブライアン・フォスターと対戦し、膝十字固めで下し、サブミッション・オブ・ザ・ナイトを賞受した。7月3日、UFC 116でマット・ブラウンと対戦し、ストレートアームバーで一本勝ちを収めた。9月25日、UFC 119でマット・セラと対戦し、3-0の判定勝ちを収めた。
2011年2月27日、UFC 127でブライアン・エバーソールと対戦し、0-3の判定負け。連勝は4でストップしたものの、ファイト・オブ・ザ・ナイトを賞受した。
2011年8月14日、引退試合となったUFC Live: Hardy vs. Lytleでダン・ハーディーと対戦し、3ラウンド終盤にギロチンチョークで一本勝ち。ファイト・オブ・ザ・ナイトとサブミッション・オブ・ザ・ナイトを賞受した。試合後、オクタゴンに子供たちを呼び込み抱擁を交わした。

## 戦績

### 総合格闘技
| 総合格闘技 戦績 | 総合格闘技 戦績 | 総合格闘技 戦績 | 総合格闘技 戦績 | 総合格闘技 戦績 | 総合格闘技 戦績 | 総合格闘技 戦績 |
| --------------- | --------------- | --------------- | --------------- | --------------- | --------------- | --------------- |
| 54 試合         | (T)KO           | 一本            | 判定            | その他          | 引き分け        | 無効試合        |
| 31 勝           | 3               | 22              | 6               | 0               | 5               | 0               |
| 18 敗           | 2               | 0               | 16              | 0               | 5               | 0               |

| 勝敗 | 対戦相手                 | 試合結果                          | 大会名                                                                   | 開催年月日     |
| ○    | ダン・ハーディー         | 3R 4:16 ギロチンチョーク          | UFC Live: Hardy vs. Lytle                                                | 2011年8月14日  |
| ×    | ブライアン・エバーソール | 5分3R終了 判定0-3                 | UFC 127: Penn vs. Fitch                                                  | 2011年2月27日  |
| ○    | マット・セラ             | 5分3R終了 判定3-0                 | UFC 119: Mir vs. Cro Cop                                                 | 2010年9月25日  |
| ○    | マット・ブラウン         | 2R 2:02 ストレートアームバー      | UFC 116: Lesnar vs. Carwin                                               | 2010年7月3日   |
| ○    | ブライアン・フォスター   | 1R 1:41 膝十字固め                | UFC 110: Nogueira vs. Velasquez                                          | 2010年2月20日  |
| ○    | ケヴィン・バーンズ       | 5分3R終了 判定3-0                 | The Ultimate Fighter: United States vs. United Kingdom Finale            | 2009年6月20日  |
| ×    | マーカス・デイヴィス     | 5分3R終了 判定1-2                 | UFC 93: Franklin vs. Henderson                                           | 2009年1月17日  |
| ○    | ポール・テイラー         | 5分3R終了 判定3-0                 | UFC 89: Bisping vs. Leben                                                | 2008年10月18日 |
| ×    | ジョシュ・コスチェック   | 5分3R終了 判定0-3                 | UFC 86: Jackson vs. Griffin                                              | 2008年7月5日   |
| ○    | カイル・ブラッドリー     | 1R 0:33 TKO（右フック→パウンド）  | UFC 81: Breaking Point                                                   | 2008年2月2日   |
| ×    | チアゴ・アウベス         | 2R終了時 TKO（ドクターストップ）  | UFC 78: Validation                                                       | 2007年11月17日 |
| ○    | マット・ブラウン         | 2R 2:49 フロントチョーク          | UFL: Fight Night at Conseco Fieldhouse                                   | 2007年8月11日  |
| ○    | ジェイソン・ギリアム     | 1R 2:15 腕ひしぎ三角固め          | UFC 73: Stacked                                                          | 2007年7月7日   |
| ×    | マット・ヒューズ         | 5分3R終了 判定0-3                 | UFC 68: The Uprising                                                     | 2007年3月3日   |
| ×    | マット・セラ             | 5分3R終了 判定1-2                 | The Ultimate Fighter 4 Finale 【ウェルター級トーナメント 決勝】          | 2006年11月11日 |
| ○    | ロス・メイソン           | 2R 4:57 チョークスリーパー        | Cage Rage 15: Adrenalin Rush 【Cage Rage世界ウェルター級王座決定戦】     | 2006年2月4日   |
| ○    | サヴァン・ヤング         | 1R 3:50 ギブアップ（肘打ち）      | WEC 18: Unfinished Business                                              | 2006年1月13日  |
| ×    | ジョー・リッグス         | 2R 2:00 TKO（カット）             | UFC 55: Fury                                                             | 2005年10月7日  |
| ○    | ブライアン・ダン         | 1R 2:03 TKO（パンチ連打）         | Legends of Fighting 1                                                    | 2005年8月13日  |
| ○    | パット・ヒーリー         | 5分3R終了 判定2-1                 | WEC 15: Judgment Day                                                     | 2005年5月19日  |
| ×    | カロ・パリジャン         | 5分3R終了 判定0-3                 | UFC 51: Super Saturday                                                   | 2005年2月5日   |
| ○    | JT・テイラー             | 1R 2:53 前腕チョーク              | WEC 12: Halloween Fury 3                                                 | 2004年10月21日 |
| ○    | ロナルド・ジューン       | 2R 1:17 フロントチョーク          | UFC 49: Unfinished Business                                              | 2004年8月21日  |
| ○    | ティキ・ゴーセン         | 2R 1:55 ブルドッグチョーク        | UFC 47: It's On                                                          | 2004年4月2日   |
| ○    | ピート・スプラット       | 1R 0:46 チョークスリーパー        | RSF: Shooto Challenge 2 【修斗米大陸ミドル級王者決定トーナメント 1回戦】 | 2004年1月2日   |
| ×    | ロビー・ローラー         | 5分3R終了 判定0-3                 | UFC 45: Revolution                                                       | 2003年11月21日 |
| ○    | デリック・ノーブル       | 2R 2:04 チョークスリーパー        | RSF: Shooto Challenge                                                    | 2003年10月3日  |
| ○    | チャット・ラベンダー     | 1R 0:55 三角絞め                  | Absolute Fighting Championships 5                                        | 2003年9月5日   |
| ○    | ラバーン・クラーク       | 5分3R終了 判定3-0                 | Battleground 1: War Cry                                                  | 2003年7月19日  |
| ×    | 大石幸史                 | 5分3R終了 判定1-2                 | PANCRASE 2003 HYBRID TOUR                                                | 2003年4月12日  |
| ○    | アーロン・ライリー       | 1R 3:31 KO（パンチ）              | HOOKnSHOOT: Boot Camp 1.1 【HnS世界ウェルター級王座決定戦】              | 2003年3月8日   |
| ×    | 竹内出                   | 5分3R終了 判定0-2                 | PANCRASE 2002 SPIRIT TOUR 【ミドル級王座次期挑戦者決定戦】               | 2002年12月21日 |
| ○    | 星野勇二                 | 1R 2:12 三角絞め                  | PANCRASE 2002 SPIRIT TOUR                                                | 2002年10月29日 |
| ×    | ニック・ディアス         | 5分3R終了 判定0-3                 | IFC Warriors Challenge 17                                                | 2002年7月12日  |
| ○    | 三崎和雄                 | 5分3R終了 判定3-0                 | PANCRASE 2001 PROOF TOUR                                                 | 2001年12月1日  |
| ○    | ジェイク・アンブロウズ   | 1R 1:49 チョークスリーパー        | Cage Rage 2                                                              | 2001年4月14日  |
| △    | デイブ・ストラッサー     | 18分1R終了 ドロー                 | Reality Submission Fighting 3                                            | 2001年3月30日  |
| △    | ニック・ハイド           | 5分3R終了 ドロー                  | Circle City Challenge                                                    | 2001年2月3日   |
| ○    | ビーバー                 | 1R 2:18 チョークスリーパー        | Bad Boy Competition                                                      | 2000年11月24日 |
| ○    | マイク・ハートム         | 1R 3:41 ギブアップ（パンチ連打）  | Bad Boy Competition                                                      | 2000年11月24日 |
| ×    | ベン・イヤーウッド       | 5分2R終了 判定0-3                 | UFC 28: High Stakes                                                      | 2000年11月17日 |
| ×    | ショーニー・カーター     | 10分1R+延長3分2R終了 判定0-3      | PANCRASE 2000 TRANS TOUR 【ミドル級ランキングトーナメント 準決勝】       | 2000年9月24日  |
| ○    | 小幡太郎                 | 1R 2:56 肩固め                    | PANCRASE 2000 TRANS TOUR 【ミドル級ランキングトーナメント 1回戦】        | 2000年7月23日  |
| ×    | 石井大輔                 | 10分+延長3分終了 判定0-3          | PANCRASE 2000 TRANS TOUR 【ライトヘビー級ランキングトーナメント 1回戦】  | 2000年6月26日  |
| ○    | CJ・フェルナンデス       | 1R 3:54 三角絞め                  | HOOKnSHOOT: Double Fury 1                                                | 2000年3月17日  |
| ×    | KEI山宮                  | 10分1R終了 判定0-3                | PANCRASE 2000 TRANS TOUR                                                 | 2000年1月23日  |
| △    | 美濃輪育久               | 15分1R終了 時間切れ               | PANCRASE 1999 BREAKTHROUGH TOUR                                          | 1999年12月18日 |
| ×    | デイブ・メネー           | 5分2R終了 判定0-3                 | Extreme Challenge 29                                                     | 1999年11月13日 |
| ○    | ルーク・ペディゴ         | 1R 1:57 フロントチョーク          | HOOKnSHOOT: Millenium                                                    | 1999年11月6日  |
| △    | 伊藤崇文                 | 10分+延長3分終了 判定0-0          | PANCRASE 1999 BREAKTHROUGH TOUR                                          | 1999年8月1日   |
| ×    | ジェイソン・デルーシア   | 10分終了 判定0-2                  | PANCRASE 1999 BREAKTHROUGH TOUR                                          | 1999年7月6日   |
| ○    | 渡辺大介                 | 5:30 フロントチョーク             | PANCRASE 1999 BREAKTHROUGH TOUR                                          | 1999年6月11日  |
| △    | 渋谷修身                 | 15分1R終了 時間切れ               | PANCRASE 1999 BREAKTHROUGH TOUR                                          | 1999年4月18日  |
| ○    | ボー・ハーシュバーガー   | 1R 11:33 ギブアップ（パンチ連打） | Neutral Grounds 10                                                       | 1999年2月13日  |

### プロボクシング
- 15戦13勝1敗1分

## 獲得タイトル
- インディアナ州ボクシング協会ライトヘビー級王座（2003年）
- 第3代HOOKnSHOOT世界ウェルター級王座（2003年）
- 初代Cage Rage世界ウェルター級王座（2006年）

## 表彰
- UFC ファイト・オブ・ザ・ナイト（6回）
- UFC ノックアウト・オブ・ザ・ナイト（1回）
- UFC サブミッション・オブ・ザ・ナイト（3回）